# میخائیل سویتین
میخائیل سویتین (روسی: Михаил Семёнович Светин؛ ۱۱ دسامبر ۱۹۲۹ – ۳۰ اوت ۲۰۱۵) بازیگر اهل اتحاد جماهیر شوروی سوسیالیستی بود.
وی همچنین برندهٔ جوایزی همچون هنرمند مردمی روسیه شده‌است.